# Klaus Niedzwiedz
Klaus Niedzwiedz (Dortmund, 24 febbraio 1951) è un ex pilota automobilistico tedesco, che ha preso parte a tre edizioni della 24 ore Le Mans (1981, 1982 e 1988) e due volte vicecampione nel DTM (1987 e 1989), nonché vincitore nel 1982 e nel 1987 della 24 Ore del Nürburgring.
Dal 1984, Niedzwiedz ha lavorato come giornalista e conduttore televisivo in Germania, sul canale Sat.1 nella trasmissione Treibstoff e dal 1997 l'emittente televisiva n-tv nel programma Motor.